# 보현보살

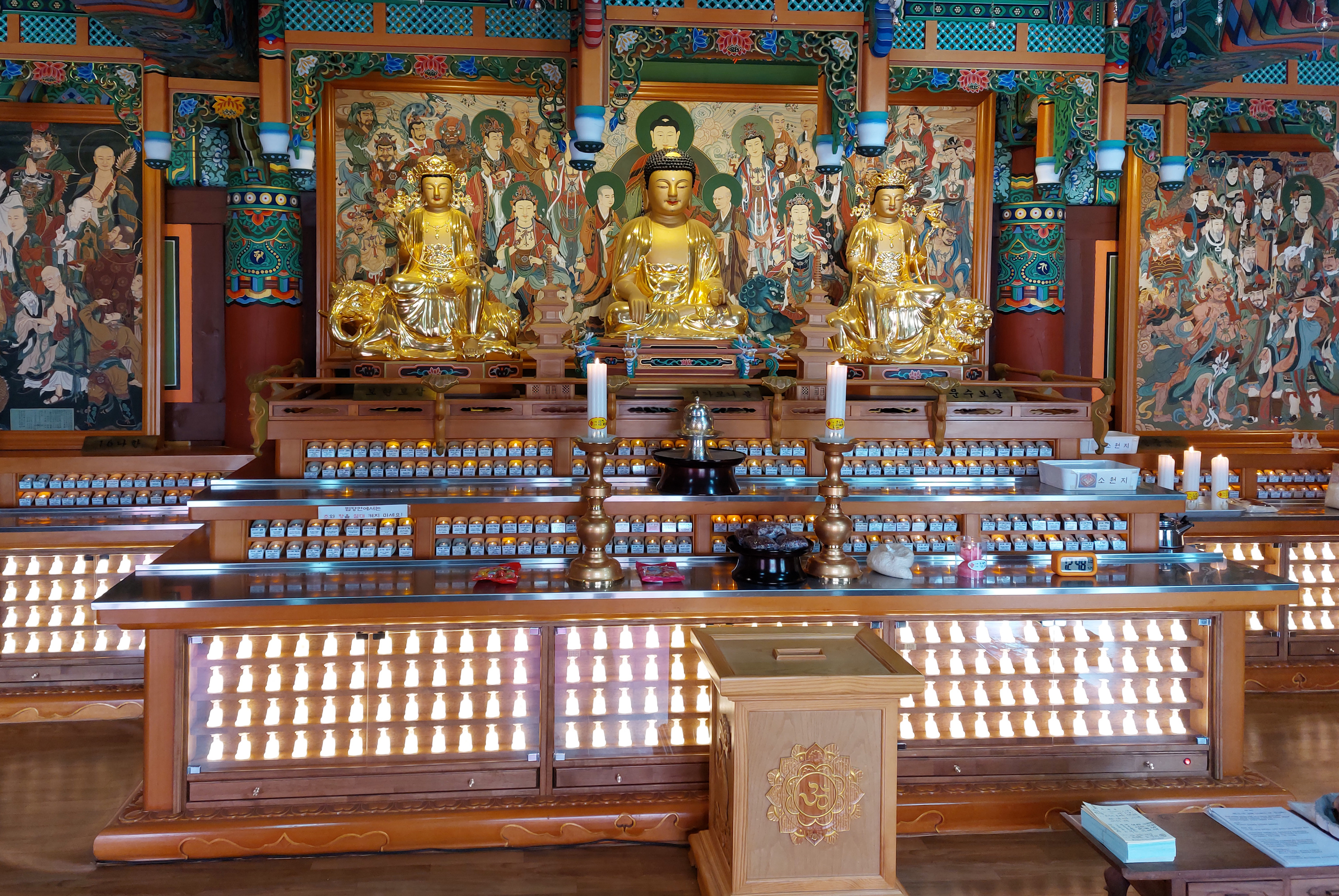
경상북도 경산시 팔공산 선본사 대웅전의 보현보살(왼쪽)

보현보살(普賢菩薩, 산스크리트어:समन्तभद्र, Samantabhadra, 사만타바드라)은 불교의 보살로써 이치, 선정, 실천을 맡고 있는데, 특히 실천의 상징이다.
보통 대웅전에서 문수보살과 함께 석가모니 여래 옆을 지키고 있다. 지혜를 얻기 위해서는 문수보살에게 기도하고, 부지런해지기 위해서는 보현보살에게 기도하는 경향이 있다.
연화대(연꽃대)에 앉거나, 흰색 이빨이 6개인 코끼리를 타고 있다. 관세음보살, 문수보살, 지장보살과 더불어 4대 보살이라고 한다. 그러나 관세음보살처럼 현세에 이익을 주는 측면이 약하고, 지장보살처럼 내세에 주는 이익도 부족하여, 신앙으로 널리 인기를 끄는 보살은 아니다.

## 어원
‘Samanta(사만타)’는 넓다는 뜻으로 덕이 두루 온 누리에 미친다는 것을 뜻하며, 한문으로 보(普)이다. ‘Bhadra(바드라)’는 지극히 원해서 선을 가다듬는 다는 것을 뜻하여 한문으로 현(賢)이다. 이를 합쳐서 보현(普賢)이라고 한다.
또한 ‘넓게 뛰어남’, ‘보편적인 주승(殊勝)’, ‘두루 길하고 상서롭다’는 뜻으로 여래의 덕을 찬탄하는 의미로 쓰여, 보현(普賢), 편길(遍吉)이라 한역하고 음역해서 삼만다발타라(三曼多跋陀羅)라고 표기하기도 한다.

## 특징
보현보살은 보통 대웅전에서 석가모니를 문수보살과 함께 협시하고 있다. 언제나 부처가 중생을 제도하는 일을 돕고 널리 떨치게 한다.

### 모습
주로 코끼리를 타고 있는 모습이고, 연화대(연꽃)에 앉은 모습은 주로 진언밀교 계통에서 만들어졌다고 한다.

### 연명보살
중생이 장수할 수 있도록 해주므로, 보현연명보살 또는 연명보살(延命菩薩)이라고도 한다.

### 화엄경
『화엄경(華嚴經)』에 따르면 보현보살은 비로자나불 밑에서 불법을 닦던 대표 보살이라고 한다. 구도자들에게 법계를 열어 보여주는, 『화엄경』의 설법사 역할을 한다.

### 보현삼매
보현삼매(普賢三昧)는 보현보살을 본존으로 하여, 제법실상(諸法實相)의 이치를 보고 죄의 업장을 참회하는 삼매이다. 『보현행원품(普賢行願品)』에서 보현삼매(普賢三昧)에 몰입할 것을 강조한다고 한다. 보현삼매는『법화경』의 유행과 함께 우리 나라의 천태종(天台宗) 등 법화신앙계 종파에서 널리 유행하였다.

## 보현보살 십대원(十大願)
보현보살의 본원이자, 모든 구도자들의 실천조항이다. 고려 광종 때, 균여(均如)가 지은 보현십원가(普賢十願歌)가 이를 기초로 한다. 보현보살의 10가지 대원은 다음과 같다.

1. 모든 부처님을 예배하고 공양하겠습니다.(禮敬諸佛)

2. 모든 부처님을 우러러 찬탄하겠습니다.(稱讚如來)

3. 모든 부처님을 널리 공양하겠습니다.(廣修供養)

4. 스스로의 업장을 참회하겠습니다.(懺悔業障)

5. 남의 공덕을 따르기를 기쁘게 여기겠습니다.(隨喜功德)

6. 부처님이 설법해 주기를 청하겠습니다.(請轉法輪)

7. 부처님이 이 세상에 오래 머무르기를 청하겠습니다.(請佛住世)

8. 항상 부처님을 따라 배우겠습니다.(常隨佛學)

9. 항상 중생들에게 순응하겠습니다.(恒順衆生)

10. 두루 모든 것을 가지고 회향하겠습니다.(普皆廻向)